# Flüssigerdgasterminal

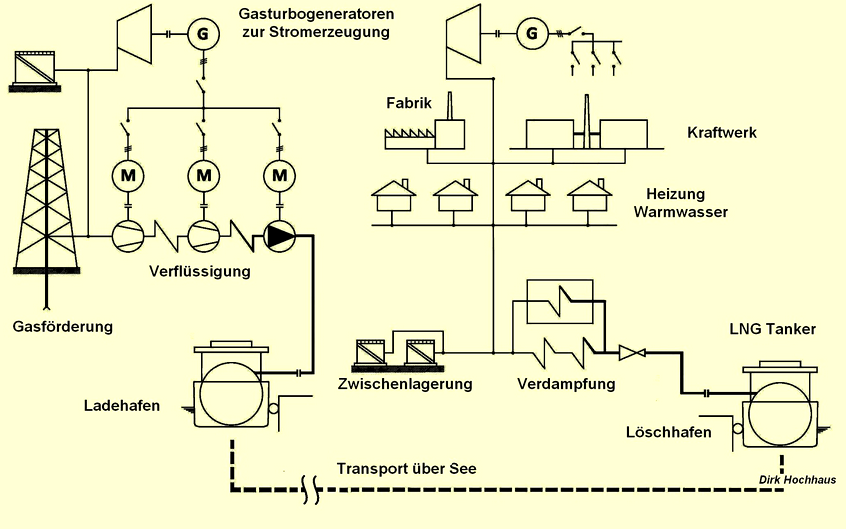
LNG-Gesamtsystem bestehend aus der Gasförderung, Verflüssigung, Be- und Entladung der LNG-Tanker, Vergasung, Zwischenlagerung und Transport zum Verbraucher

Ein Flüssigerdgasterminal oder auch LNG-Terminal ist eine Einrichtung für den Umschlag von Flüssigerdgas (englisch liquefied natural gas, LNG). Zumeist umfasst es Anlagen zum Be- und Entladen von Tankern und ist per Pipeline an ein Gasnetz angeschlossen. Ausfuhrterminals besitzen Anlagen zur Verflüssigung, Anlandeterminals zur Wiederverdampfung des Erdgases.

## Ausfuhrterminal
Von den Förderstätten in Erdgasfeldern wird das Erdgas per Rohrleitung zu einer Verflüssigungsanlage transportiert und dort in Tanks zwischengespeichert. Das Flüssigerdgas wird dann zum Export auf LNG-Tanker verladen. Größere Ausfuhrterminals befinden sich u. a. in Katar, Russland, Algerien, Australien und den USA.
Seitdem die USA durch die Förderung von Schiefergas vom Erdgasimporteur zum -exporteur geworden ist, werden existierende Anlandeterminals zu Ausfuhrterminals umgewandelt.

### Floating Liquefied Natural Gas (FLNG)
Im Gegensatz zum praktizierten Verfahren, auf See gefördertes Erdgas per Pipeline zu einer nahen Küste zu leiten und dort in Flüssigerdgas umzuwandeln, zielt die Methode FLNG (englisch Floating Liquefied Natural Gas, schwimmendes Flüssigerdgas) darauf ab, das Erdgas bereits auf See – nahe der Förderstelle – zu verflüssigen, zwischenzulagern und auf Transportschiffe umzuschlagen. Dies soll auf quasi stationär in der Nähe der Förderstellen positionierten Großschiffen geschehen, ähnlich dem bei der Erdölförderung praktizierten Verfahren FPSO. Auf diese Weise lassen sich insbesondere küstenferne Erdgaslagerstätten erschließen, deren Ausbeutung bislang infolge der hohen Kosten für die Verlegung und den Betrieb einer Pipeline unwirtschaftlich ist. Im Juni 2019 begann die Prelude mit der Produktion im Browse Basin 475 km nordöstlich von Broome in Westaustralien. Aus Kostengründen ist die weltweite Erdgasindustrie derzeit aber nicht dabei, weitere FLNG-Pläne umzusetzen.

## Anlandeterminal

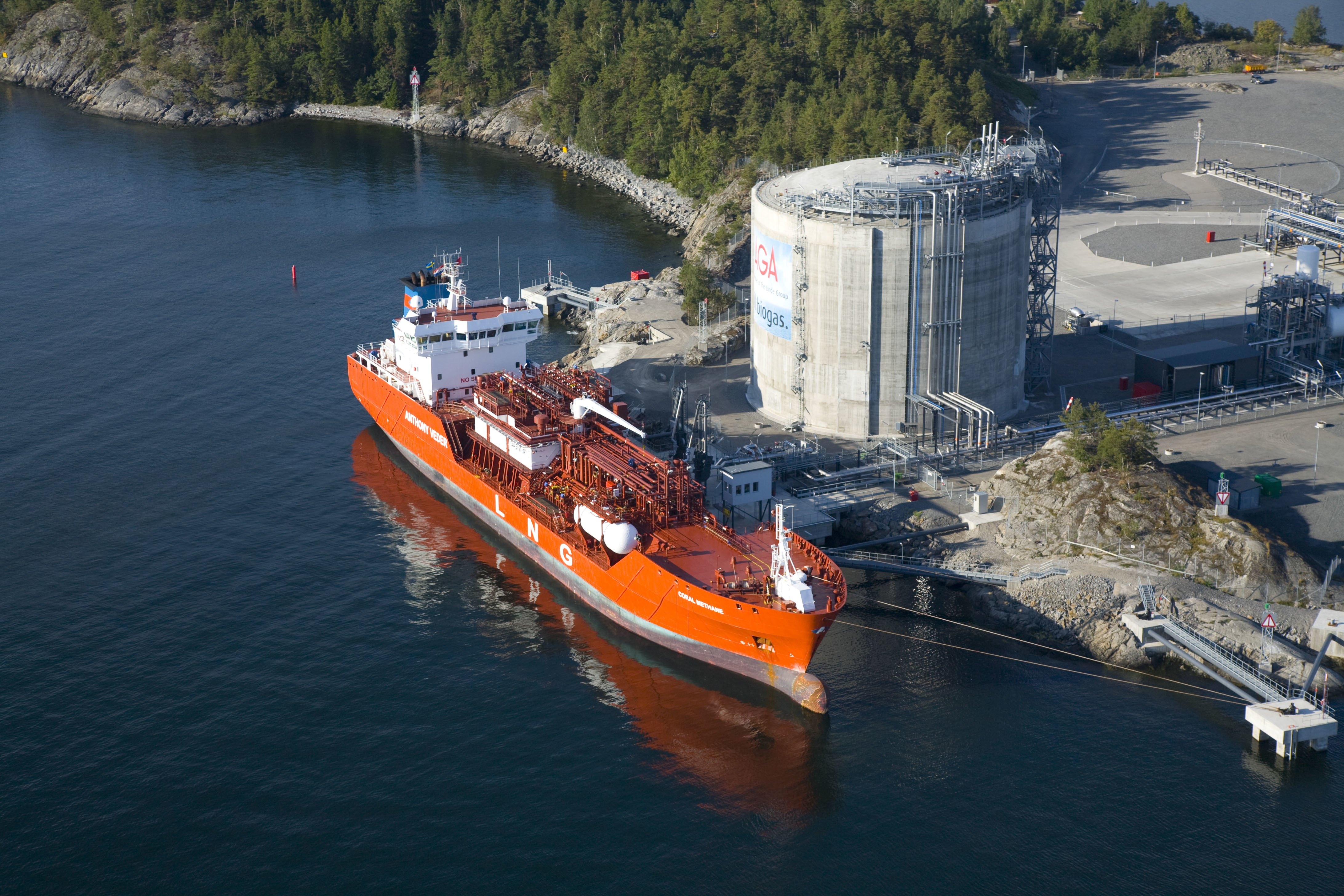
LNG-Terminal in Nynäshamn (Schweden)

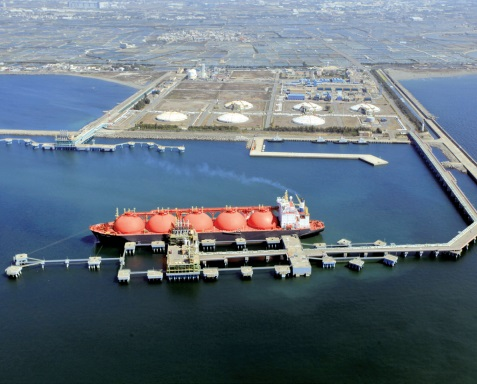
LNG-Terminal in Yong’an (Taiwan)

Die ankommenden LNG-Tanker werden gelöscht, und das Flüssigerdgas wird in Tanks gelagert. In weiterhin flüssiger Form kann es auf Tankwagen oder Bunkerschiffe zur Weiterverteilung gepumpt werden oder zur direkten Betankung von Lkw oder Schiffen (Bunkerung) eingesetzt werden. Oder es wird in Wiederverdampfungsanlagen erwärmt und in das Gasfernleitungsnetz zur weiteren Verteilung eingespeist. Im Jahr 2018 existierten in Europa 28 Terminals mit einer Jahreskapazität von mindestens einer Million Tonnen, u. a. im polnischen Świnoujście, im niederländischen Rotterdam und im belgischen Zeebrügge. Im September 2024 waren in Europa 54 LNG-Terminals in Betrieb. Zusätzlich waren 32 Terminals in Planung. Deutschland hatte zu dem Zeitpunkt vier LNG-Terminals in Betrieb und sieben in Planung vorzuweisen. Seit Ende 2024 sind fünf LNG-Terminals in Deutschland in Betrieb. Sie befinden sich in Niedersachsen (in Wilhelmshaven an der Nordsee und in Stade an der Elbmündung), eines im schleswig-holsteinischen Brunsbüttel sowie zwei in Mecklenburg-Vorpommern (in Lubmin sowie in Mukran auf Rügen). Bisher handelt es sich um schwimmende LNG-Terminals. In Wilhelmshaven, Stade und Brunsbüttel sollen diese in einigen Jahren durch stationäre Anlagen abgelöst werden.

### Floating Storage and Regasification Unit (FSRU)

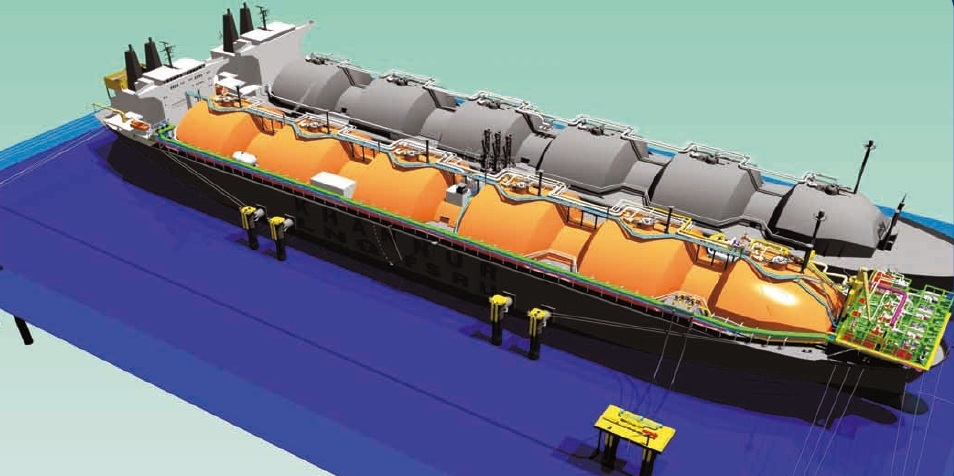
Schwimmende Speicher- und Wiederverdampfungseinheit (FSRU) als Importterminal

Eine besondere Form von Anlandeterminals stellen schwimmende Speicher- und Wiederverdampfungseinheiten dar, sogenannte FSRU (englisch Floating Storage and Regasification Unit, die auch als schwimmende LNG-Terminals bezeichnet werden). Ihre Kernanlage ist ein spezielles Schiff, das in der Nähe eines Hafens festgemacht ist, und die Anlandung, Speicherung und Wiederverdampfung von LNG ermöglicht. Für die Erwärmung des LNGs wird Seewasser als Grundlage genutzt. Das wiederverdampfte Gas wird dann aus der FSRU über eine kurze Verbindungsleitung in die Hafenanlagen gepumpt und von dort ins Gasfernleitungsnetz eingespeist. FSRUs sind meist kostengünstiger und schneller zu realisieren als Landterminals, zudem können sie bei Bedarf auch an einen anderen Standort verlegt werden.
Weltweit gibt es mindestens 50 dieser FSRU-Schiffe (Stand: Anfang Februar 2025). Das erste entstand 1977 durch den Umbau des Flüssiggastankers Golar Freeze (gehört seit 2022 Energos Infrastructure). Es liegt heute als Importterminal zur Versorgung eines Kraftwerks vor Jamaica. Insgesamt gibt es wenige Eigentümer bzw. Betreiber dieser hochspezialisierten Schiffe. Folgende Reedereien sind hier zu nennen:
- Energos Infrastructure (E: 9 FSRU)
  - 1. Power (174.000 m³), Bj. 2021 – LNG-Terminal Mukran, Lubmin
  - 2. Igloo (170.213 m³), Bj. 2014 (vormals Golar Igloo, E: New Fortress Energy)
  - 3. Nanook (170.213 m³), Bj. 2018 (vormals Golar Nanook, E: New Fortress Energy)
  - 4. Eskimo (160.663 m³), Bj. 2014 (vormals Golar Eskimo, E: New Fortress Energy)
  - 5. Nusantara Regas Satu (125.016 m³) (vorheriger E: New Fortress Energy)
  - 6. Winter (138.250 m³), Bj. 2004 (vormals Golar Winter, E: New Fortress Energy)
  - 7. Freeze (125.856 m³), Bj. 1977 (vormals Golar Freeze, E: New Fortress Energy)
  - 8. Celsius (160.607 m³), Bj. 2013
  - 9. Force (174.000 m³), Bj. 2021 - LNG-Terminal Stade
- Excelerate Energy (E: 10 FSRU)
  - 1. Excellence (138.000 m³), Bj. 2005
  - 2. Excelsior (138.000 m³), Bj. 2005 - LNG-Terminal Wilhelmshaven 2 (geplant für 2025)
  - 3. Summit LNG (138.000 m³), Bj. 2006
  - 4. Explorer (150.900 m³), Bj. 2008
  - 5. Express (150.900 m³), Bj. 2009
  - 6. Exquisite (150.900 m³), Bj. 2009
  - 7. Exemplar (150.900 m³), Bj. 2010
  - 8. Expedient (150.900 m³), Bj. 2010
  - 9. Experience (173.400 m³), Bj. 2014
  - 10. Excelerate Sequoia (173.400 m³), Bj. 2020
- Höegh LNG (E: 10 FSRU)
  - 1. Neptune (ex GDF Suez Neptune) (145.130 m³) Bj. 2009 – LNG-Terminal Mukran, Lubmin
  - 2. Cape Ann (ex GDF Cape Ann) (145.130 m³) Bj. 2010
  - 3. Gallant (170.051 m³) Bj. 2014
  - 4. Independence (170.132 m³) Bj. 2014
  - 5. PGN FSRU Lampung (170.132 m³) Bj. 2014
  - 6. Grace (170.000 m³) Bj. 2016
  - 7. Giant (170.000 m³) Bj. 2017
  - 8. Esperanza (170.000 m³) Bj. 2018 – LNG-Terminal Wilhelmshaven
  - 9. Gannet (170.000 m³) Bj. 2018 – German LNG Terminal, Brunsbüttel
  - 10. Galleon (170.000 m³) Bj. 2019
- Golar LNG (E: 1 FSRU)
  - 1. Tundra (170.000 m³), Bj. 2015, M: CoolCo
- BW Maritime (E: 5 FSRU)
  - 1. BW Singapore (170.000 m³), Bj. 2015
  - 2. BW Integrity (170.000 m³), Bj. 2017
  - 3. BW Paris (ex BW GDF Suez Paris) (162.500 m³), Bj. 2009, UBj. 2019
  - 4. BW Magna (173.400 m³), Bj. 2019
  - 5. BW Tatiana (ex Gallina) (137.001 m³), Bj. 2003, UBj. 2021
- Mitsui O.S.K. Lines (50,01 %) + Vopak (49,99 %) (E: 1 FSRU) – Im April 2023 gab Vopak bekannt, seinen 49,99 %-Anteil verkaufen zu wollen.[9]
  - 1. Bauhinia Spirit (ex MOL FSRU Challenger) (263.000 m³) Bj. 2017
- KARMOL (Karpowership 50 % + Mitsui O.S.K. Lines 50 %) (E: 2 FSRU)
  - 1. LNGT Powership Africa (ex Dwiputra) (127.386 m³) Bj. 1994, UBj. 2021
  - 2. LNGT Powership Asia[10] (ex Shearwater) (127.500 m³) Bj. 1991, UBj. 2022

- Exmar Ship Management (E: 1 FSRU)
  - 1. S 188 (25.000 m³), Bj. 2017
- OLT (E: 1 FSRU)

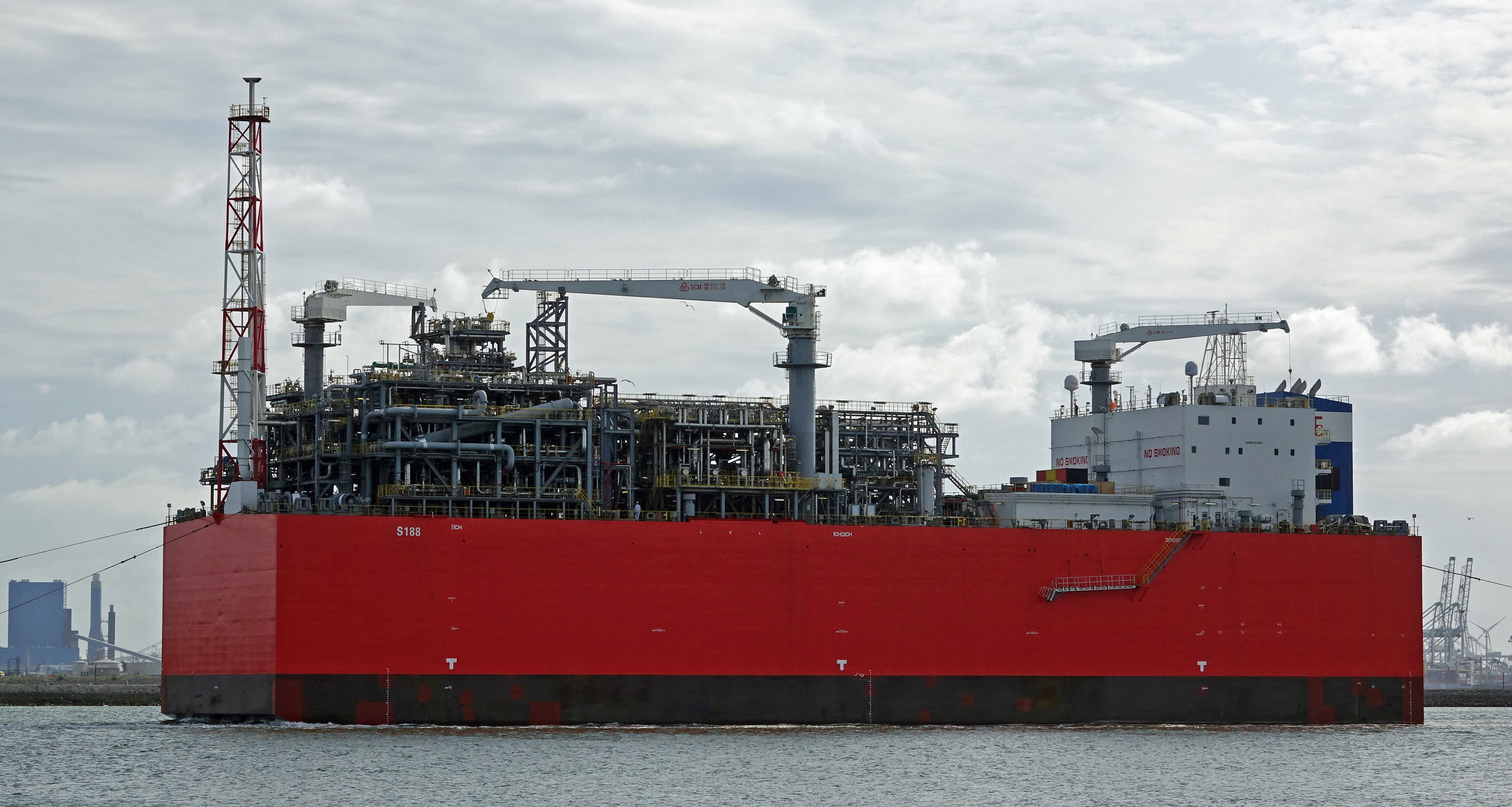
S 188

  - 1. Toscana (ex Golar Frost) (137.100 m³), Bj. 2003, UBj. 2013, M: Exmar
- LNG Hrvatska (E: 1 FSRU)
  - 1. LNG Croatia (ex Golar Viking) (140.208 m³) Bj. 2005, UBj. 2020, M: CoolCo
- Pardus Energy (E: 1 FSRU)
  - 1. Turquoise (170.000 m³), Bj. 2019, M: Wilhelmsen
- BOTAS (E: 1 FSRU)
  - 1. Ertugrul Gazi (170.000 m³), Bj. 2021, M: Wilhelmsen
- Gazprom (E: 1 FSRU)
  - 1. Marshal Vasilevskij (174.000 m³), Bj. 2018
- PT Jawa Satu Regas (E: 1 FSRU)
  - 1. FSRU Jawa Satu (174.000 m³) Bj. 2020
- Swan Energy (E: 1 FSRU)
  - 1. Vasant 1 (180.000 m³), Bj. 2020
- Gasfin Development (E: 1 FSRU)
  - 1. Torman (28.000 m³), Bj. 2020
- Jaya Samudra Karunia (JSK) (E: 1 FSRU)
  - 1. Karunia Dewata (26.000 m³) Bj. 2018
- Zhejiang Huaxiang (E: 1 FSRU)
  - 1. FSRU Hua Xiang (ex Hua Xiang 8) (14.000 m³) Bj. 2016 UBj. 2020
- New Fortress Energy (E: 1 FRSU)
  - 1. Golar Spirit (129.000 m³) Bj. 1981, UBj. 2008, M: CoolCo (Seit 2023 nicht mehr in Betrieb, wurde zum Verkauf angeboten[11])

Bj.: Baujahr – UBj.: Umbaujahr – E: Eigentümer – M: Management
Am 1. Juni 2022 gaben Snam und Golar LNG bekannt, dass Snam die FSRU Golar Tundra zu einem Preis von 350 Mio. $ erwirbt.
Am 7. Juli 2022 gaben Snam und BW LNG bekannt, dass Snam die FSRU BW Singapure zu einem Preis von 400 Mio. $ erwirbt.
Am 5. Oktober 2022 gaben Excelerate Energy und Hyundai Heavy Industries bekannt, dass Excelerate eine FSRU zur Auslieferung im Juni 2026 verbindlich bestellt hat.
Am 6. Oktober 2022 gaben die litauische KN (ex Klaipedos Nafta) und Höegh LNG bekannt, dass KN seine Option zieht und die FSRU Höegh Indepedence für 153,5 Mio. $ erwirbt.

## Projekte FSRU
- Umbau ex Galea (136.967 m³) Bj. 2002 in ETYFA Prometheas E: DEFA Umbau bei Cosco Heavy Industries für Terminal in Zypern, Ablieferung geplant im Jahr 2023
- Umbau ex Gaslog Chelsea (153.000 m³) Bj. 2010 in FSRU Alexandroupoli E: Gaslog Umbau bei Keppel Shipyard für Terminal in Griechenland, Beginn des Umbaus am 1. März 2023, Ablieferung geplant im Jahr 2023
- Umbau ex LNG Vesta (127.547 m³) Bj. 1994 in n.n. E: KARMOL Umbau bei Keppel Shipyard für Terminal in Mozambique, Ablieferung geplant im Jahr 2023
- Neubau (170.000 m³) – E: Wison Offshore – Werft: Wison Natong – Ablieferung geplant im Jahr 2023
- Neubau (170.000 m³) – E: Excelerate Energy – Werft: Hyundai Heavy Industries – Ablieferung geplant im Jahr 2026

## Situation in Deutschland
Erdgas spielt in Deutschland für den Energiemix eine wichtige Rolle, da ca. 25 % des Primärenergieverbrauchs mit Gas gedeckt werden. Lange Zeit war Deutschland auf den leitungsgebundenen Import über Erdgaspipelines angewiesen. Um die Gasversorgung zu diversifizieren, strebte der Koalitionsvertrag der 19. Wahlperiode des Bundestages (Kabinett Merkel IV) von 2018 an, Deutschland zum Standort für LNG-Infrastruktur zu machen. Mit Änderung der Gasnetzzugangsverordnung vom Juni 2019 wurde der regulatorische Rahmen geschaffen, um die Importterminals an die zum Teil weit entfernten Erdgasleitungen anschließen zu können. Für die Anbindung sind die Fernleitungsnetzbetreiber verantwortlich. Die mit der Herstellung des Netzanschlusses verbundenen Kosten können die Netzbetreiber über das Netzentgelt erstattet bekommen. Damit wurde die Investition in LNG-Terminals wirtschaftlich attraktiver.
Der Krieg in der Ukraine ab Februar 2022 hat zu einer Energiekrise in Deutschland geführt. Aufgrund gedrosselter Gaslieferungen aus Russland greifen die Mechanismen, die der Notfallplan Gas vorsieht. Die fehlenden Erdgasmengen aus Russland sollten auch über den Import von LNG kompensiert werden. Mit dem LNG-Beschleunigungsgesetz vom Mai 2022 sind die Zulassung, Errichtung und Inbetriebnahme bestimmter LNG-Terminals und -Infrastruktur deutlich beschleunigt worden. Eine Reihe von Genehmigungsverfahren wurden vereinfacht, Umweltprüfungen verkürzt und Rechtsbehelfe eingeschränkt. Im Mai 2022 wurde mit dem Bau des ersten LNG-Terminals in Deutschland (Wilhelmshaven) begonnen.
Gegen die Terminals haben die Umweltverbände BUND, Robin Wood, Klimabündnis gegen LNG und Deutsche Umwelthilfe demonstriert und zum Teil Widerspruch eingelegt.
Das Fraunhofer-Institut für System- und Innovationsforschung kommt in einer Studie im Auftrag der European Climate Foundation zu dem Ergebnis, dass eine spätere Umrüstung von LNG-Terminals zum Import von Flüssigwasserstoff oder Ammoniak mit großen Unsicherheiten behaftet ist.
In Deutschland gibt es fünf Vorhaben im LNG-Beschleunigungsgesetz (Anlage), die sich in Betrieb, Bau oder Planung befinden. Zwei Vorhaben in Rostock und Hamburg wurden aufgegeben.
| Name                       | Standort                                 | Inbetriebnahme        | Typ       | Finanzierung | Eigentümer            | Einspeisekapazität                    |
| -------------------------- | ---------------------------------------- | --------------------- | --------- | ------------ | --------------------- | ------------------------------------- |
| LNG-Terminal Brunsbüttel   | Brunsbüttel – Schleswig-Holstein         | Januar 2023           | FSRU      | PPP          | DET*                  | 14 000 m³/h; 8 bis 10 Milliarden m³/a |
| LNG-Terminal Brunsbüttel   | Brunsbüttel – Schleswig-Holstein         | 2026 (geplant)        | stationär | PPP          | KfW, Gasunie und DET  |                                       |
| LNG-Terminal Wilhelmshaven | Wilhelmshaven – Niedersachsen            | 17. Dezember 2022     | FSRU      | PPP          | DET*                  | <= 4,7 Milliarden m³/a                |
| LNG-Terminal Wilhelmshaven | Wilhelmshaven – Niedersachsen            | Anfang 2025 (geplant) | FSRU      | PPP          | Tree Energy Solutions |                                       |
| LNG-Terminal Wilhelmshaven | Wilhelmshaven – Niedersachsen            | 2026/2027 (geplant)   | stationär |              |                       |                                       |
| LNG-Terminal Stade         | Stade/Bützfleth – Niedersachsen          | Anfang 2025 (geplant) | FSRU      | PPP          |                       | <= 4,7 Milliarden m³/a                |
| LNG-Terminal Stade         | Stade/Bützfleth – Niedersachsen          | 2027 (geplant)        | stationär | PPP          |                       | 13,3 Milliarden m³/a ≙ 21,7 GWh/d.    |
| LNG-Terminal Mukran        | Sassnitz-Mukran – Mecklenburg-Vorpommern | 28. August 2024       | FSRU      | privat       | deutsche ReGas        | 13,5 Milliarden m³/a                  |

* DET: Deutsche Energy Terminal GmbH